# Bahundanda
Bahundanda (Nepali बाहुनडाँडा) ist ein Dorf und ein Village Development Committee (VDC) im Distrikt Lamjung der Verwaltungszone Gandaki in Zentral-Nepal.
Bahundanda liegt am Ostufer des Marsyangdi, 15 km nördlich der Distrikthauptstadt Besisahar. 

## Einwohner
Das VDC Bahundanda hatte bei der Volkszählung 2011 2095 Einwohner (davon 1010 männlich) in 480 Haushalten.

## Dörfer und Weiler
Bahundanda besteht aus mehreren Dörfern und Weilern. 
Die wichtigsten sind:
- Bahundanda (1370 m ⊙)
- Lampata (1110 m ⊙)